# Spinibarbus babeensis
Spinibarbus babeensis är en fiskart som beskrevs av Nguyen 2001. Spinibarbus babeensis ingår i släktet Spinibarbus och familjen karpfiskar. IUCN kategoriserar arten globalt som otillräckligt studerad. Inga underarter finns listade i Catalogue of Life.